# Y Coronae Borealis
Y Coronae Borealis är en halvregelbunden variabel av SRB-typ i stjärnbilden Norra kronan. 
Stjärnan har magnitud som varierar mellan +10,9 och 12,8 med en period på 300 dygn. 